# 札幌北インターチェンジ
札幌北インターチェンジ（さっぽろきたインターチェンジ）は、北海道札幌市の東区と北区にある札樽自動車道のインターチェンジ。札幌都心への最寄ICとして位置づけられており、案内標識には札幌駅がある。札幌北ICはフルICだが、2つのハーフICが向かい合うよう設置されて札幌新道に接続している。東区北34条東3丁目にある旭川・苫小牧方面出入口（札幌北第一インターチェンジ）と、北区北34条西6丁目にある小樽方面出入口（札幌北第二インターチェンジ）で、それぞれにIC番号がつけられている。インター間の距離はおよそ1kmあるが、料金表の距離表示では同じ距離と見なされている。

## 歴史
- 1992年（平成4年）9月30日：札幌西IC - 札幌JCT間の開通に伴い供用開始。

## 周辺
- 北34条駅（札幌市営地下鉄・南北線）
- 札幌禎心会病院
- 札幌創成高等学校
- 国土交通省北海道運輸局札幌運輸支局
- 麻生自動車学校

## 接続する道路
- 札幌新道（北34西2・北33東1交差点を境に西側が国道5号、東側が国道274号になる）
  - 国道5号（創成川通）
  - 国道274号
- 国道231号（創成川通）
- 西5丁目樽川通

## 料金所

### 入口

#### 室蘭、旭川方面
- レーン数：3
  - ETC専用：1
  - ETC・一般：1
  - 一般：1

#### 小樽方面
- レーン数：2
  - ETC専用：1
  - ETC・一般：1

### 出口
均一料金区間内につき両方向共に料金所はない。

## 隣
E5A 札樽自動車道
(2) 伏古IC - (3) 札幌北（第一）IC - (4) 札幌北（第二）IC - (5) 新川IC

## 計画
札幌北ICから札幌都心を結ぶ国道5号（創成川通）のアクセス強化が検討されている。